# روزالیند راسل
روزالیند راسل (انگلیسی: Catherine Rosalind Russell) (زاده ۴ ژوئن ۱۹۰۷ ــ درگذشته ۲۸ نوامبر ۱۹۷۶) یک هنرپیشه اهل ایالات متحده آمریکا بود. وی بین سال‌های ۱۹۳۴ تا ۱۹۷۲ میلادی فعالیت می‌کرد.

## گزیده فیلمشناسی
از فیلم‌ها یا برنامه‌های تلویزیونی که وی در آن نقش داشته‌است می‌توان به آثار زیر اشاره کرد.
- دریاهای چین (۱۹۳۵)
- شب باید سقوط کند (فیلم ۱۹۳۷) (۱۹۳۷)
- دژ (فیلم) (۱۹۳۸)
- زنان (فیلم ۱۹۳۹) (۱۹۳۹)
- منشی همه‌کاره او (۱۹۴۰)
- خواهر من آیلین (فیلم ۱۹۴۲) (۱۹۴۲)
- پرواز برای آزادی (۱۹۴۳)
- خواهر کنی (۱۹۴۶)
- عزا برازنده الکتراست (۱۹۴۷)
- پیک‌نیک (۱۹۵۵)
- عمه میم (فیلم) (۱۹۵۸)
- اکثریت یک‌نفره (۱۹۶۱)
- زمان شروع (مجموعه تلویزیونی) (۱۹۵۹)

## جوایز
گلدن گلوب
- برنده بهترین بازیگر نقش اول زن - ۱۹۴۶
- برنده بهترین بازیگر نقش اول زن - ۱۹۴۷